# Без правосудия
«Без правосудия» — советский художественный фильм 1991 года, снятый Николаем Кошелёвым по роману Инны Булгаковой «Соня, бессонница, сон или Призраки Мыльного переулка».
Премьера фильма состоялась в марте 1993 года.

## Сюжет
Субботним утром в квартире были зверски убиты мать и дочь. С последней убийца изуродовал её лицо до неузнаваемости. Пропавший старинный крест с чёрным жемчугом был найден у одного из знакомых убитой. Его поспешно судили и приговорили к высшей мере наказания...

## В ролях
- Олег Гущин — Егор
- Сергей Тарамаев — Роман
- Рим Аюпов — Морг
- Эрнст Романов — Герман Петрович
- Елена Аминова — Ада
- Лина Чеховская — Соня / Варя
- Елена Борзунова — Алёна
- Наталья Боровкова — Марина
- Светлана Харитонова — Серафима Ивановна
- Сергей Власов — Антон
- Наталья Панина — Катерина
- Игорь Андрианов — Гросс
- Александр Новиков

## Съёмочная группа
- Автор сценария, режиссёр: Николай Кошелёв
- Оператор: Валерий Миронов
- Композитор: Игорь Цветков
- Художник: Владислав Фёдоров